# ハドロン時代
ハドロン時代(Hadron epoch)は、初期宇宙の進化において、ハドロンが宇宙の質量の大半を占めていた時代である。ビッグバンの後約10-6秒後、宇宙の温度が、クォーク時代のクォークがハドロンに結合できるほど十分下がった時に始まった。当初、温度は十分高く、ハドロン/反ハドロン対を形成することができ、物質と反物質の熱平衡の状態が保たれた。しかし、宇宙の温度が下がり続けると、ハドロン/反ハドロン対は形成されなくなった。ハドロンと反ハドロンの大部分は、少量のハドロンを残して対消滅した。反ハドロンの消滅は、ビッグバンの1秒後までには完了し、レプトン時代が始まった。